# Tron: Rebelia
Tron: Rebelia (ang. Tron: Uprising, 2012–2013) – amerykański serial animowany science fiction stworzony przez Stevena Lisbergera. Wyprodukowany przez Sean Bailey Productions, Walt Disney Television Animation, Disney XD Original Productions i Polygon Pictures.
Światowa premiera serialu miała miejsce 7 czerwca 2012 roku na amerykańskim kanale Disney XD. W Polsce premiera serialu nastąpiła 16 września 2012 roku na kanale Disney XD.

## Obsada
- Elijah Wood – Beck
- Bruce Boxleitner – Tron
- Mandy Moore – Mara
- Emmanuelle Chriqui – Paige
- Nate Corddry – Zed
- Lance Henriksen – Generał Tesler
- Reginald VelJohnson – Able
- Paul Reubens – Pavel
- Fred Tatasciore – Clu
- Lance Reddick – Cutler
- Olivia Wilde – Quorra
- Kate Mara – Perl
- Tricia Helfer – The Grid

## Wersja polska
Polska wersja językowa: na zlecenie Disney Character Voices International – Start International Polska

Reżyseria: Grzegorz Drojewski

Dialogi polskie: Marcin Bartkiewicz

Konsultacja: Paweł Kamiński

Dźwięk i montaż: Michał Skarżyński

Kierownik produkcji: Elżbieta Araszkiewicz

Udział wzięli:
- Jakub Mróz – Beck
- Miłogost Reczek – Generał Tesler
- Jacek Król – Tron
- Adam Pluciński – Zed
- Agnieszka Marek – Paige
- Anna Gajewska – Głos Sieci
- Jan Kulczycki – Able
- Tomasz Borkowski – Pavel
- Marta Kurzak – Mara

oraz:
- Janusz German – 
  - Clu (odc. 1, 9),
  - Flynn (odc. 9)
- Grzegorz Drojewski –
  - Bodhi (odc. 1),
  - Rilo (odc. 2)
- Robert Jarociński – 
  - Cutler (odc. 2-3),
  - Hopper (odc. 4-8)
- Paweł Szczesny – Kobol (odc. 5)
- Monika Węgiel – Quorra (odc. 6)
- Brygida Turowska – Ada (odc. 6)
- Karol Wróblewski – Shaw (odc. 7)
- Łukasz Lewandowski – Link (odc. 8)
- Janusz Zadura – Dyson (odc. 9)

Lektor: Andrzej Chudy

## Spis odcinków

### Seria 1: 2012
| 1 | Beck’s Beginning     | Początki Beck'a | Charlie Bean                  | Edward Kitsis & Adam Horowitz | 18 maja 2012      | 16 września 2012     |
| Po byciu świadkiem śmierci przyjaciela przez władze Clu, młody program o nazwie Beck wznosi się przeciwko rządom Clu. |                      |                 |                               |                               |                   |                      |
| 2 | The Renegade, Part 1 | Renegat część 1 | Charlie Bean                  | Edward Kitsis & Adam Horowitz | 7 czerwca 2012    | 20 października 2012 |
| Trening Beck'a jest długą i żmudną przeprawą - nim zwycięży, będzie musiał zmierzyć się z wielką ilością przeszkód. Beck ćwiczy z Tron'em, jednak jest jeszcze zbyt słaby by zwyciężyć - ma potencjał, lecz niewystarczającą wiarę w siebie i poprzez częste wahania nie daje z siebie wszystkiego. Czy podoła obowiązkom przewodnika rewolucji? Czy poprowadzi programy do rebelii przeciwko totalitarnej władzy pogromcy Tron'a? |                      |                 |                               |                               |                   |                      |
| 3 | The Renegade, Part 2 | Renegat część 2 | Charlie Bean                  | Edward Kitsis & Adam Horowitz | 14 czerwca 2012   | 21 października 2012 |
| Cutler i Beck zostali zamknięci na arenie, na której muszą walczyć ze sobą na śmierć i życie. Tylko jeden z nich może przetrwać. Jeśli się poddadzą czeka ich bolesna derezacja. Cutler postanowi się poddać, by Beck mógł kontynuować swą drogę ku rewolucji. Niestety przez to działanie zostanie stracony. Beck czuje, że zawiódł dobrego wojownika i przyjaciela - zamierza zrobić wszystko, by odbić go z miejsca, w którym przebywa - tylko tak będzie mógł naprawić swoje postępowanie... Czy mu się powiedzie? |                      |                 |                               |                               |                   |                      |
| 4 | Blackout             | Zaciemnienie    | Charlie Bean                  | Edward Kitsis & Adam Horowitz | 21 czerwca 2012   | 3 listopada 2012     |
| Beck zostaje okradziony przez inny program ze swego dysku, co jest naprawdę bardzo złą wiadomością i może pogrzebać całą misję dotyczącą rebelii. Poza tym powstała już sekcja do walki z renegatem, która pracuje coraz pilniej, by zwyczajnie odnieść sukces w swej urzędniczej karierze (bo dlaczego miałaby mieć na uwadze dobro wszystkich programów?). Beck z zamaskowanym Tron'em szukają dysku, jednak na czarnym rynku nikt go jeszcze nie widział... Beck'owi grozi utrata pamięci, a potem permanentna amnezja i całkowita utrata świadomości i osobowości! |                      |                 |                               |                               |                   |                      |
| 5 | Identity             | Tożsamość       | Charlie Bean                  | Bill Wolkoff                  | 28 czerwca 2012   | 27 października 2012 |
| Pamięć Becka rozpada się na kawałki po tym jak jego płyta tożsamości została skradziona, on i Tron muszą odnaleźć ją przed tym gdy jego alter-ego zostanie ujawnione. |                      |                 |                               |                               |                   |                      |
| 6 | Isolated             | Osamotniony     | Charlie Bean                  | André Bormanis                | 5 lipca 2012      | 10 listopada 2012    |
| Podczas wirtualnego treningu, okazuje się, że nowy Tron nie radzi sobie dobrze - w zasadzie misja zwykle kończy się derezacją. W międzyczasie Beck ma problemy w pracy, gdyż zamiast pracować zajmuje się wszystkim innym tylko nie pracą. Cóż, nawet superbohaterskie programy mają swoje przyziemne, prozaiczne czynności i składające się na nie życie. Tym razem Beck'owi również udało się uzyskać wolne dzięki zastępstwu, które załatwił, jednak rzecz jasna nie zamierza w tym czasie się lenić, lecz dowiedzieć się, co stoi za sprawą przerw w dostępie do energii w mieście. Za przyczyną awarii jak można było się spodziewać stoi generał, jednak powstrzymanie go nie będzie łatwe. |                      |                 |                               |                               |                   |                      |
| 7 | Price of Power       | Cena Mocy       | Charlie Bean                  | Adam Nussdorf                 | 12 lipca 2012     | 17 listopada 2012    |
| Beck przystępuje do otwartej walki z systemem, jednak niektórzy przeciwnicy mogą okazać się dla naszego bohatera jeszcze zbyt silni... To jednak tylko pozory! Beck poczynił w treningach z Tron'em wielkie postępu, a mimo to nie uda mu się pozyskać pożądanego dysku podczas walki z jednym, z naukowców. Mimo wszystko Tessler jednak nie próżnuje, śledząc wszystkie poczynania protagonisty matrix'owej kreskówki. Tessler będzie chciał odzyskać dysk, który Beck znajdzie jednak przy zderezowanym naukowcu - Tron'a nie uszczęśliwi ten bieg wydarzeń, lecz mimo to renegat ma zamiar przekonać go, że jest właściwą osobą, we właściwym miejscu i o właściwym czasie...                 |                      |                 |                               |                               |                   |                      |
| 8 | The Reward           | Charlie Bean    | Scott Nimerfro André Bormanis | 19 października 2012          | 29 listopada 2012 |                      |
| 9 | Scars, Part 1        | Charlie Bean    | Bill Wolkoff                  | 26 października 2012          | 30 listopada 2012 |                      |